# Киев-6С
«Киев-6С» і «Киев-6С TTL» — середньоформатні однооб'єктивні дзеркальні фотоапарати, що випускалися на Київському заводі «Арсенал».
На відміну від модульних камер «Салют» «Київ-6С» має зовнішній вигляд і пристрій малоформатного однооб'єктивного дзеркального фотоапарата, відрізняючись тільки збільшеними розмірами та масою.
Після розробки неспряженого TTL-експонометра, вбудованого в пентапризму фотоапарат став іменуватися «Киев-6С TTL».
Фотоапарат «Киев-6С» випускався з 1971 по 1980 рік, «Киев-6С TTL» з 1978 по 1986 рік.
Спускова кнопка у цих моделей була зроблена під ліву руку, що викликало численні нарікання фотографів.
З 1984 року розпочато випуск фотоапаратів «Киев-60 TTL» («Киев-60»), спускова кнопка була зроблена під праву руку, камера була розрахована на використання тільки плівки типу 120.

## Технічні характеристики
- Корпус литий з алюмінієвого сплаву, задня стінка відкидається на петлях.
- Розмір кадра 6×6 см.
- Тип застосовуваного фотоматеріалу — плівка типу 120 (12 кадрів) або плівка типу 220 (24 кадри). На лічильнику кадрів стояв механічний перемикач типу фотоплівки.
- Курковий взвод затвора і перемотування плівки.
- Затвор шторний, фокальний, з матер'яними шторками, з діапазоном витримок від 1/2 до 1/1000 с та «В».
- Автоспуск відсутній.
- Синхроконтакт «Х». Витримка синхронізації від 1/30 і більше. Кріплення для лампи-спалаху безпосередньо на камері відсутня, встановлення на окремий кронштейн.
- Кріплення об'єктивів до камери — байонет Б (з накидною гайкою). Байонет Б аналогічний байонет Pentacon Six.
- Репетир діафрагми на корпусі камери.
- Штатний об'єктив з «стрибає» діафрагмою «Вега-12Б» 2,8/90, просвітлений. Значення діафрагм від 2.8 до 22.
- Видошукач дзеркальний, дзеркало опускається при взведенні затвора. Знімна пентапризма або складна світлозахисна шахта з лупой.
- Фокусувальний екран видошукача — лінза Френеля з матовим колом і мікрорастром у центрі. Поле зору призменного видошукача — 49 × 51,5 мм, шахтного — 53 × 53 мм.
- Штативне гніздо з різьбленням 3/8 дюйма.

## Неспряжений TTL-експонометр
Фотоапарат «Киев-6С TTL» комплектувався знімним непов'язаним TTL-експонометром, вбудованим у пентапризму.
- Джерело живлення експонометра — батарея з трьох дискових ртутно-цинковий елемент Ртутно-цинкових елементів РЦ-53 або трьох дискових нікель-кадмієвий акумулятор нікель-кадмієвих акумулятор Д-0,06. Сучасна заміна — елемент РХ-625.
- Є вимикач електроживлення експонометра.
- Фотоприймач — CdS-фоторезистор.
- Діапазон світлочутливості фотоплівки від 16 до 500 од. ГОСТ.
- Вимірюваний діапазон яскравостей від 1,6 до 13000 кд/м2.
- У полі зору видошукач видошукача видно два світлодіоди, режим світіння яких свідчить про «недотримку», «перетримку» або нормальну експозицію.
- Світловимір можливий на будь-якій діафрагмі.

### Робота з експонометром
При встановленої світлочутливості фотоплівки та світлосилі об'єктива слід спостерігати за об'єктом зйомки та, повертаючи диск витримок на експонометрі, отримати свічення світлодіодів у режимі «нормальна експозиція».
На калькуляторі експонометра відобразиться поєднання витримка — діафрагма (утворюється експопара) — слід вибрати потрібну і вручну встановити значення на об'єктиві та камері.

## Комплект поставки у 1980-х роках
- Фотоапарат з об'єктивом та з TTL-пентапризмою.
- Передня кришка об'єктива, задня кришка об'єктива.
- Знімна складана шахта видошукача.
- Кронштейн для фотоспалаху.
- Світлофільтри: УФ-1×, ЖЗ-1,4×.
- Бленда, спусковий трос, кришка на камеру.
- Комплект з двох подовжувальних кілець товщиною 19 і 48 мм з байонетом Б.
- Ремінь, футляр, пакувальна коробка, посібник з експлуатації.
- Ціна фотоапарата «Киев-6С» з пентапризмою без TTL наприкінці 1970-х років становила 500 рублів, а «Киев-6С TTL» у першій половині 1980-х років 690 рублів.

## Змінні об'єктиви з байонетом Б
| Об'єктив    | Фокусна відстань | Відносний отвір | Кут поля зірки об'єктива | Застосування | Тип                          |  |
| Зодіак-8Б   |                  | 30              | 3,5                      | 180°         | Риб'яче око                  |  |
| Світ-26Б    |                  | 45              | 3,5                      | 83°          | ширококутний об'єктив        |  |
| Світ-3Б     |                  | 65              | 3,5                      | 66°          | ширококутний об'єктив        |  |
| Світ-38Б    |                  | 65              | 3,5                      | 66°          | ширококутний об'єктив        |  |
| Хвиля-3Б    |                  | 80              | 2,8                      | 44°          | нормальний об'єктив          |  |
| Вега-12Б    |                  | 90              | 2,8                      | 47°          | нормальний об'єктив          |  |
| Вега-28Б    |                  | 120             | 2,8                      | 31°          | довгофокусний об'єктив       |  |
| Калейнар-3Б |                  | 150             | 2,8                      | 28°          | довгофокусний об'єктив       |  |
| Юпітер-36Б  |                  | 250             | 3,5                      | 19°          | довгофокусний об'єктив       |  |
| Таїр-33Б    |                  | 300             | 4,5                      | 15°          | довгофокусний об'єктив       |  |
| ЗМ-3Б       |                  | 600             | 8,0                      | 7,5°         | дзеркально-лінзовий об'єктив |  |

Примітка: у таблиці використано кілька ілюстрацій аналогічних об'єктивів з байонетом В. На жаль, вікіпедія не має потрібних фотографій.
Робочий відрізок байонету Б становив 74,1 мм, за допомогою відповідних адаптерів об'єктиви від камер «Киев-6С» та «Киев-60» могли застосовуватися на більшості фотоапаратів зі шторним затвором.
Найбільш відомі адаптери до фотоапаратів з різьбовим з'єднанням M42×1/45,5.